# Эгофутуризм

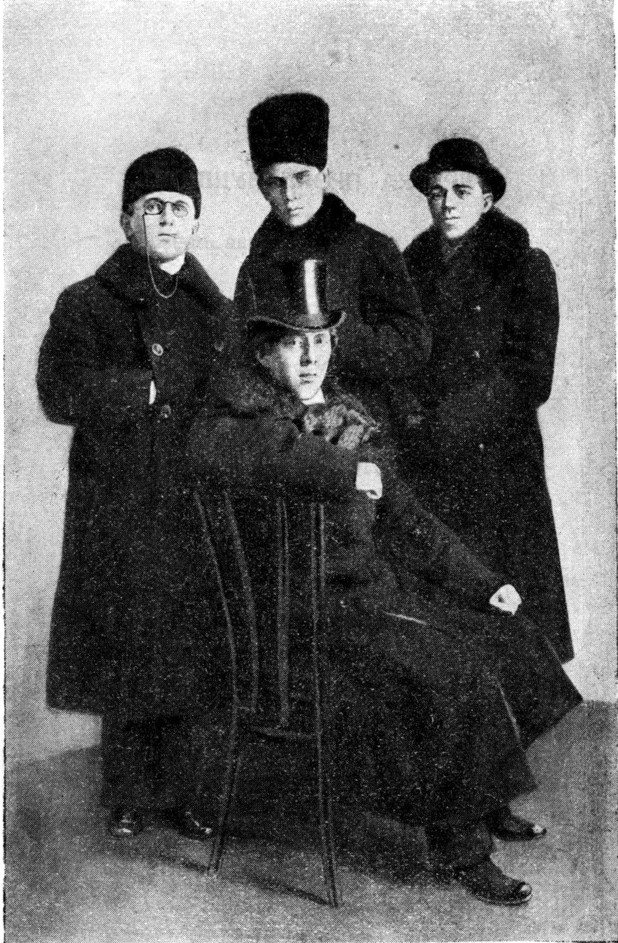
Ареопаг ассоциации Эго-Футуризм. Сидит Иван Игнатьев. Стоят: Дмитрий Крючков, Василиск Гнедов и Павел Широков

Э́гофутури́зм (от др.-греч. Εγώ — «я», лат. futurum — будущее) — русское литературное течение 1910-х гг., развившееся в рамках футуризма. Помимо общего футуристического письма для эгофутуризма характерно культивирование рафинированности ощущений, использование новых иноязычных слов, показное себялюбие.

## История
В 1909 году вокруг Игоря Северянина сложился кружок петербургских поэтов, в 1911 году принявший название «Ego», и в том же году И. Северянин самостоятельно издал и разослал по конторам газет небольшую брошюру под названием «Пролог (Эгофутуризм)». Помимо Северянина в группу вошли поэты Константин Олимпов, Георгий Иванов, Петр Ларионов, Стефан Петров (Грааль-Арельский), Павел Кокорин, Павел Широков, Иван Лукаш и другие. Теоретиком движения выступил литературный критик Виктор Ховин. Все вместе они основывают общество эгофутуристов, издают несколько листовок и манифестов, сформулированных в крайне абстрактных и эзотерических выражениях (например, «Призма стиля — реставрация спектра мысли»); предтечами эгофутуристов были объявлены такие поэты «старой школы», как Мирра Лохвицкая и отец Олимпова Константин Фофанов. Свои стихотворения участники группы называли «поэзы». Первый коллектив эгофутуристов вскоре распадается. Осенью 1912 года Игорь Северянин отделился от группы, быстро набирая популярность среди русских писателей-символистов и затем широкой публики.
Организацию и пропагандирование эгофутуризма взял на себя 20-летний поэт Иван Игнатьев, основавший «Интуитивную Ассоциацию». Игнатьев деятельно взялся за дело: писал рецензии, стихи, теорию эгофутуризма. Кроме того в 1912 году он основал первое эгофутуристическое издательство «Петербургский глашатай», которое издало первые книги Рюрика Ивнева, Вадима Шершеневича, Василиска Гнедова, Грааль-Арельского и самого Игнатьева. Эгофутуристы печатались также в газетах «Дачница» и «Нижегородец». Идеологом движения был художник и поэт Лев Зак, публиковавшийся под псевдонимом Хрисанф. В первые годы эгофутуризм противопоставлялся кубофутуризму (будетлянтству) по региональному (Петербург и Москва) и стилистическому признаку. В 1914 году состоялось первое общее выступление эгофутуристов и будетлян в Крыму; в начале этого года Северянин кратковременно выступает с кубофутуристами («Первый журнал русских футуристов»), но затем решительно отмежёвывается от них. После самоубийства Игнатьева «Петербургский глашатай» прекращает своё существование. Основными эгофутуристическими издательствами становятся московский «Мезонин поэзии» Вадима Шершеневича и петроградский «Очарованный странник» Виктора Ховина.
Эгофутуризм был явлением кратковременным и неровным. Бо́льшая часть внимания критики и публики была перенесена на Игоря Северянина, который достаточно рано отстранился от коллективной политики эгофутуристов, а после революции и полностью изменил стиль своей поэзии. Большинство эгофутуристов либо быстро изживали стиль и переходили в другие жанры, либо вскорости совершенно оставляли литературу. Имажинизм 1920-х годах во многом был подготовлен поэтами-эгофутуристами.
По мнению исследователя русского авангарда Андрея Крусанова, попытку продолжить традиции эгофутуризма предприняли в начале 1920-х годов участники петроградских литературных групп «Аббатство гаеров» и «Кольцо поэтов им. К. М. Фофанова». Если «Аббатство гаеров» было просто кружком, объединившим молодых поэтов Константина Вагинова, братьев Владимира и Бориса Смиренских, К. Маньковского и К. Олимпова, и о его деятельности мало что известно, то созданное в 1921 году «Кольцо поэтов» (В. и Б. Смиренские, К. Вагинов, К. Олимпов, Грааль-Арельский, Д. Дорин, Александр Измайлов) пыталось организовывать громкие выступления, анонсировало широкую издательскую программу, но было закрыто по распоряжению петроградского ЧК 25 сентября 1922 года.
Игорь Северянин эмигрировал после революции в Эстонию, многие оставшиеся в России эгофутуристы были репрессированы (Василиск Гнедов, Константин Олимпов, Грааль-Арельский и другие).

## Поэты, примыкавшие к эгофутуризму
- Игорь Северянин (основатель)
- Пётр Ларионов
- Сергей Алымов
- Вадим Баян
- Василиск Гнедов
- Грааль-Арельский
- Георгий Иванов
- Рюрик Ивнев
- Иван Игнатьев
- Павел Кокорин
- Дмитрий Крючков
- Иван Лукаш
- Константин Олимпов
- Георгий Шенгели
- Вадим Шершеневич
- Павел Широков